# Macabre
Pour les articles homonymes, voir Macabre (homonymie).

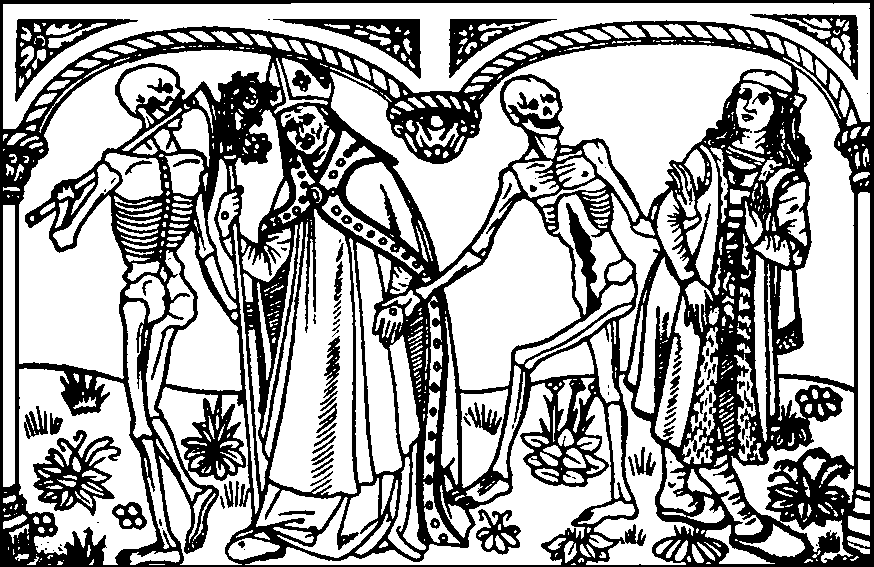
Une des dix-sept gravures sur bois de la « Danse macabre du cloître des Saints-Innocents » à Paris (publiées en 1485 par deux éditeurs parisiens, Guyot Marchant et Verard, elles furent diffusées dans toute l'Europe).

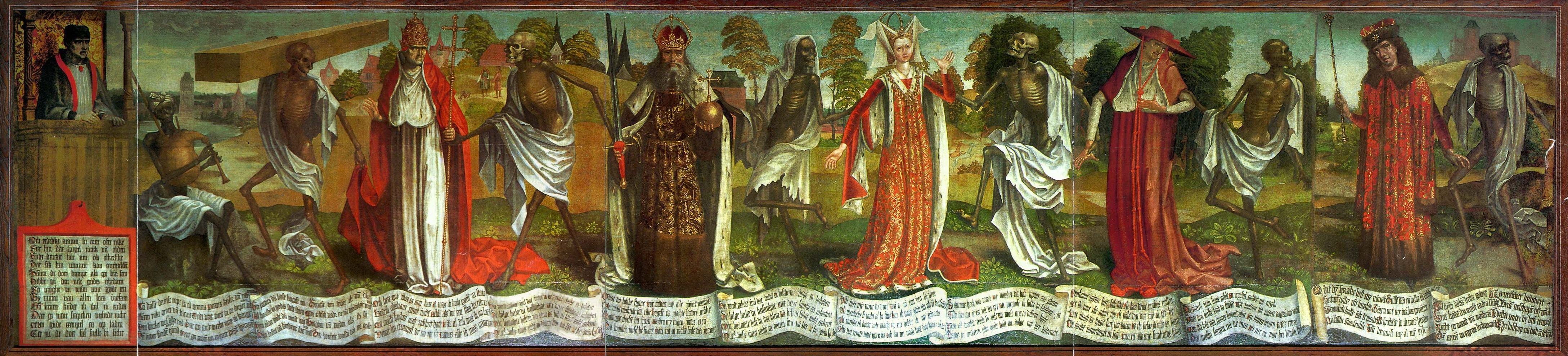
La Danse macabre mise en peinture par Bernt Notke (église Saint-Nicolas à Tallinn, Estonie).

Dans l'art et dans la littérature, le macabre est le caractère d'une atmosphère sombre et lugubre, étant toute imprégnée de symboles de la mort, héritée d'une influence tardive dans l'art médiéval et la Renaissance en Europe, à l'époque touchée par la peste noire. Il prend sens de memento homo ou memento mori dans l'art chrétien, ou encore de vanité.

## Art macabre
Nombre d'artistes ont créé une atmosphère et des personnages macabres emblématiques dans leurs œuvres.

### Arts visuels

Un « Jolly Roger » (ici, celui du Britannique Edward England), pavillon emblématique des pirates et corsaires.

La figure européenne de la Camarde (allégorie de la mort en tant que telle) et le motif de la Danse macabre (allégorie de l'universalité de la mort) sont parmi les exemples les plus connus d'art macabre.
La Camarde est à distinguer de la figure anthropomorphique de la « Grande Faucheuse » ou « Faucheuse », qui est dans le folklore européen une personnification singulière de la Mort en tant qu'entité vivante, consciente et sensible, et la Mort en tant que figure chrétienne du Cavalier de l'Apocalypse.
Le squelette humain (qu'il soit inerte ou animé comme une Camarde), les os et la tête de mort sont des figures (relativement selon le ton) macabres et emblématiques des histoires (fictives ou non) narrant des aventures généralement empreintes de péripéties mortelles et dépaysantes, ou encore plus significativement, des robinsonnades, légendes et aventures maritimes (fiction nautique, corsaire, pirate...), rappels constants de danger à haut risque ou de la haute mortalité inhérente à ces modes de vie aventureuses et caractérisées par la survie dans un environnement hostile (autre exemple de memento mori ou memento homo). Ils font partie intégrante des univers liés aux corsaires et à la piraterie, devenant (particulièrement pour cette dernière, ainsi que tout ce qui s'y rapporte) leurs symboles fédérateurs ainsi que les plus répandus sur leurs pavillons, dans l'intérêt pratique et assumé d'annoncer clairement à destination des navires qu'ils rencontraient leurs intentions belliqueuses et meurtrières, à but de revendication, de provocation, et aussi d'inspirer la terreur à leurs futures victimes avant de les aborder. Ils sont devenus, dans un même esprit de subversion, des figures très présentes dans les milieux punks et metalleux (qu'elles soient ou non macabres dans leur signifié), mais aussi gothiques (pour ceux-ci, dans la continuité de la littérature gothique, avec une approche et un rapport au macabre plus assumés, mais néanmoins esthétisant et romantiques).
Par extension à la sémiologie, de nos jours la tête de mort (☠) est un symbole universellement utilisé, pour son caractère macabre intuitivement menaçant, à titre d'avertissement comme une indication visuelle de risque grave pour la santé, la sécurité, et/ou de danger de mort (par exemple, en signalisation pour les substances dangereusement toxiques ou en signalétique pour les éléments et zones dangereux, éventuellement réglementés et interdits d'une certaine manipulation ou de libre circulation).

### Arts plastiques

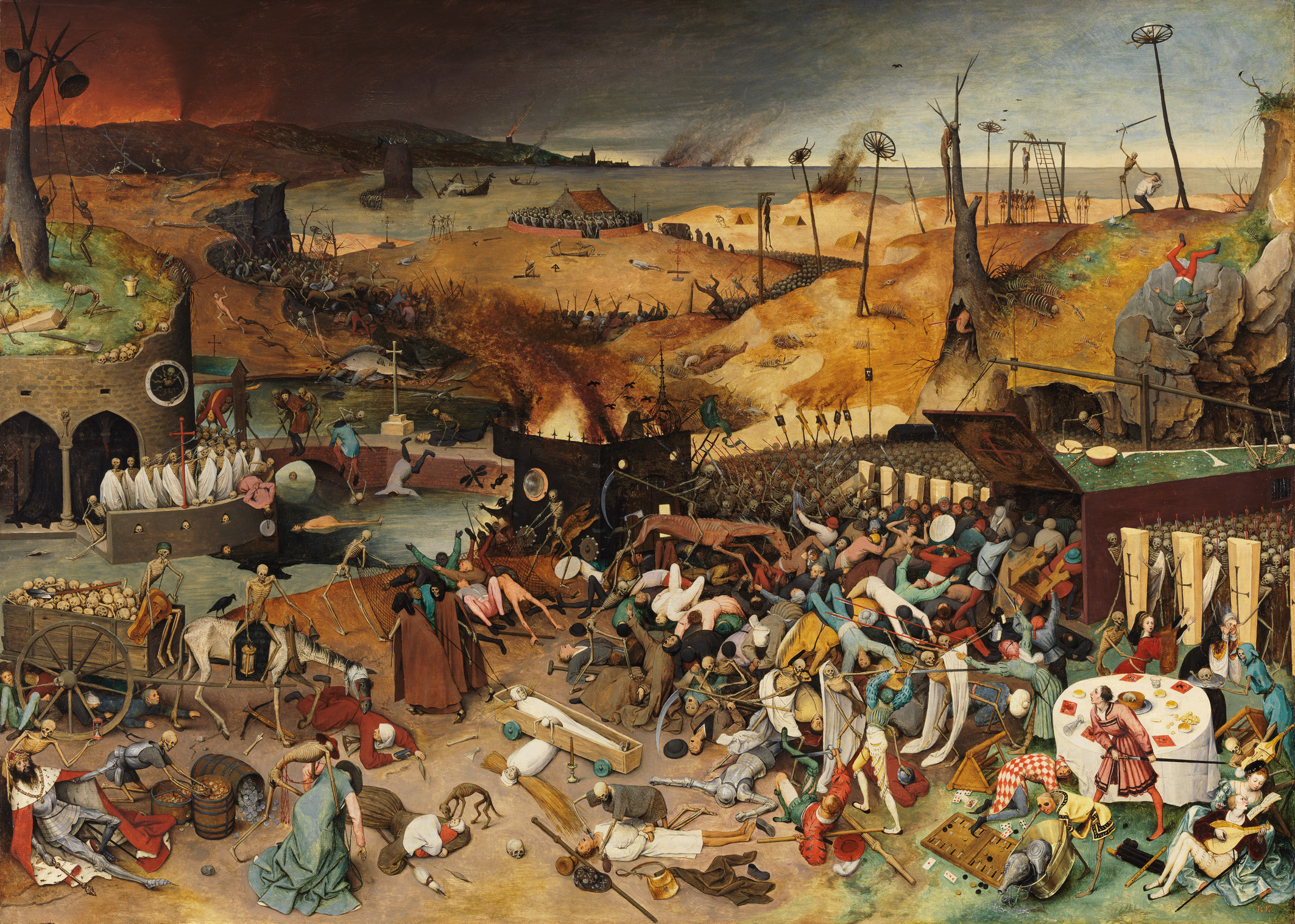
Le Triomphe de la Mort de Brueghel l'Ancien (musée du Prado à Madrid, Espagne).

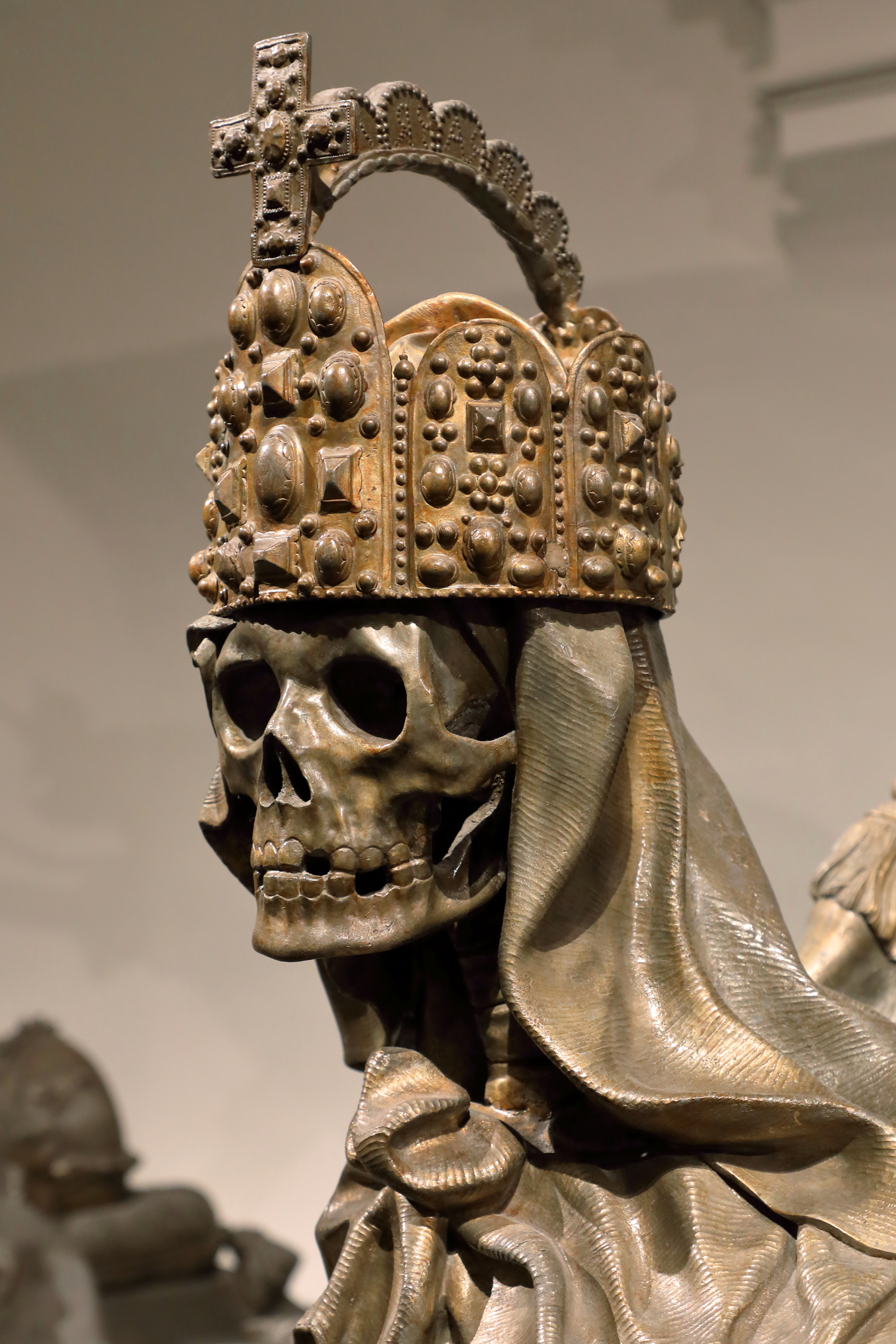
Transi de l'Empereur de Habsbourg Charles VI portant la couronne du Saint-Empire (Saint-Empire romain germanique) sur son tombeau (crypte des Capucins à Vienne, Autriche).

#### Peinture
- Le peintre brabançon Pieter Brueghel l'Ancien illustre allégoriquement la Danse macabre dans son Triomphe de la Mort.
- Le peintre californien Chris Peters met en scène dans sa série de tableaux Vanitas (à l'exception d'une nature morte) des modèles vivants et humains représentés en tant que squelettes[1].

#### Sculpture
En art funéraire, un transi est une sculpture apparue dès la fin du Moyen Âge et qui, contrairement au gisant, tend à une représentation macabre du corps d'un défunt, c'est-à-dire plus réaliste et organique en tant que cadavre en décomposition.

### Arts écrits

#### Illustration
La seconde version de l’Ars moriendi, produite aux environs de 1450 aux Pays-Bas en un tabellaire afin d'être accessible au plus grand nombre (peu instruit voire illettré par rapport aux érudits, nobles et seigneurs, ce qui était la norme d'époque), fut constituée en une raccourcie (par rapport à la première version) de onze xylographies dont les dix premières illustrant par paire une tentation envers le mourant et la réponse adaptée selon les normes.

#### Littérature
Des auteurs tels que H. P. Lovecraft ou Édouard Ganche ont été influencés par le macabre. L'influence et le succès de la mythologie créée par le premier ont amené à la création du néologisme de « lovecraftien » pour qualifier ce qui se rapproche de son univers sinistrement étrange, infernal et macabre.

#### Poésie
Dans la section Tableaux parisiens de son recueil de poésie Les Fleurs du mal, le poète Charles Baudelaire dépeint allégoriquement l'humanité et son rapport à la mort par le prisme du macabre dans ses poèmes Danse macabre et Le Squelette laboureur.

### Arts divinatoires

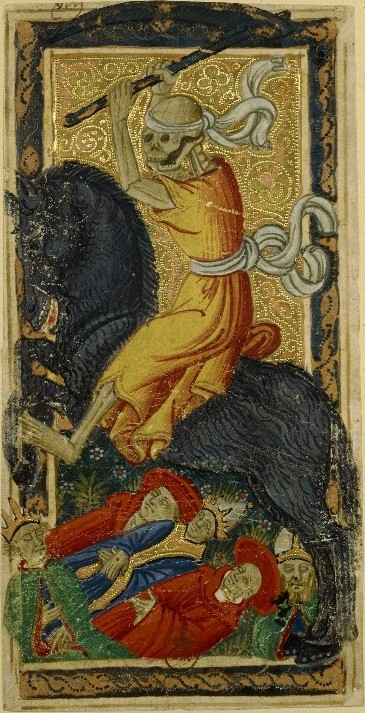
L'arcane sans nom (tarot dit de Charles VI, XV).

#### Cartomancie
Dans le jeu de cartes du tarot de Marseille, le motif de la treizième arcane, dite « l'arcane sans nom » (parfois « La Mort »), illustre une Camarde portant une faulx (parfois, la Grande Faucheuse elle-même voire la figure chrétienne du Cavalier de l'Apocalypse homonyme). Toutefois, si l'esthétique (son illustration ainsi que ses symboles) et les attributs associés à cette arcane sont bel et bien macabres et funestes dans leur signifiant, il est à préciser qu'elle ne l'est en revanche, contrairement à une croyance répandue, pas dans son signifié (sa lecture divinatoire ou son interprétation), le sens de « mort » qu'elle symbolise n'étant en vérité ni littéral ni physique, mais métaphorique et métaphysique (par exemple : changement ou fin d'un état, d'un cycle, d'une situation ou d'un événement significatif ; ou encore, bouleversement existentiel).

### Arts audio

#### Musique
- Des musiciens savants tels que Franz Liszt et Camille Saint-Saëns ont composé des œuvres macabres, notamment leur Danse macabre respective.
- Le macabre a une présence significative dans le milieu de la musique metal et du rock, inspirant fortement certains groupes, courants et mouvements :
  - Des groupes homonymes ou méronymes tels que celui de metal extrême des États-Unis Macabre, ou encore ceux (tous deux suédois) de rock progressif Morte Macabre et de death metal God Macabre ;
  - Le troisième album homonymique (et son neuvième titre méronyme) du groupe multi-style japonais DIR EN GREY ;
  - Le sixième titre de l'album Prequelle du groupe de heavy metal suédois Ghost s'intitule Dance Macabre.

### Arts ludiques

#### Jeu de société
Atmosfear, jeu de plateau animé en vidéo australien de type horrifique, créé en 1991 par Phillip Tanner et Brett Clements.

#### Vidéoludique

Logotype du jeu vidéo A Plague Tale: Innocence (2019).

Des univers (ou opus) vidéoludiques sont reconnus pour être imprégnés par leurs développeurs de macabre, voire fondamentalement macabres (que ce soit purement graphique, ou également dans l'ambiance, éventuellement le ton en cas de jeu incluant une narration) :
- les séries Doom et Quake, des Texans d'id Software ;
- la série Silent Hill, des Tokyoites de Konami ;
- A Plague Tale: Innocence, jeu vidéo d'action-aventure et d'Infiltration sorti en 2019 des Bordelais d'Asobo Studio ; ce jeu au style graphique visuel et très explicite propose une histoire immergeant semi-historiquement dans la Guyenne (France) de 1348 (XIVe siècle), en pleine guerre de Cent Ans et la peste noire ravageant la population.

### Arts scéniques

#### Prise de vues réelles
Le danseur naturalisé d'origine russe Adolph Bolm chorégraphie une symphonie visuelle de la Danse macabre de Saint-Saëns filmée en 1922 : il y interprète le rôle allégorique de La Jeunesse aux côtés de Ruth Page (L'Amour) et Olin Howland (La Mort).

#### Animation
La Danse macabre (The Skeleton Dance) sorti en 1929, est un court métrage d'animation de la série des Silly Symphonies réalisé par Walt Disney.

#### Spectacle
Phantom Manor est une attraction de type parcours scénique située dans le Parc Disneyland à Disneyland Paris. Il s'agit de la version européenne de l'attraction Haunted Mansion, ancien concept du train fantôme revisité par Walt Disney et son équipe d'Imagineers. L'attraction est à la fois noire, humoristique, divertissante et particulièrement développée sur le plan esthétique (comme un « bal fantomatique » macabre mis en scène par un système holographique).

## Le macabre dans la culture populaire

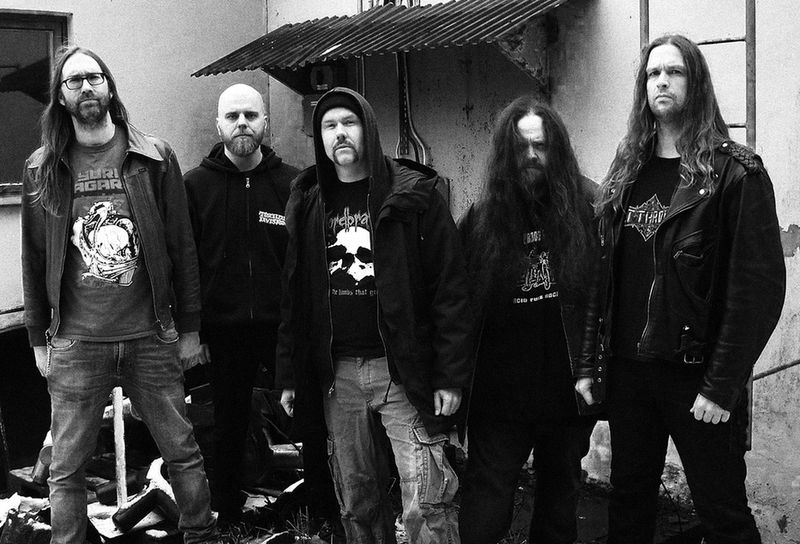
Le groupe de death metal suédois God Macabre (anciennement, Botten På Burken puis Macabre End) en 2014.

- L'influence du macabre dans certaines contre-cultures (depuis le XXe siècle) et œuvres populaires peut parfois prêter à confusion par indifférenciation ou amalgame (mouvement, rock et metal gothiques ; death, black metal et autres genres stylistiquement proches ; visuels courants et variés de figures squelettiques animées et têtes de mort élargis dans les divers genres comme le heavy metal et le hard rock...).
L'association du macabre avec certains de ces courants et contre-cultures récents (parfois dans l'esprit contestataire) est souvent, à tort ou à raison, rattachée au satanisme : des groupes musicaux comme le suédois de death metal God Macabre, inspiré par le macabre au sens premier, en sont des exemples. Des groupes tels que leurs compatriotes de heavy metal Ghost sont également imprégnés de macabre (dans le cas singulier de ce groupe-ci, afin d'accompagner un anticléricalisme horrifique à l'esthétique et aux codes liturgiques empruntés, et détournés, des institutions catholiques). Ce groupe a d'ailleurs composé une chanson intitulée Dance Macabre.
- Certains films ou franchises cinématographiques populaires comme la série de films de pirates Pirates des Caraïbes apportent à leurs histoires et univers de l'authenticité, ainsi que du réalisme ou au contraire, du surnaturel (un mélange des deux dans le cas présent, librement inspiré d'un mélange de mythologies maritime, nordique, grecque et de vaudou) par un dosage de macabre dans le ton, l'ambiance et/ou l'esthétique.
- L'univers gothique (et souvent festif) du réalisateur Tim Burton, qui en est toutefois fortement inspiré esthétiquement (mais souvent, pour en retourner les codes) et est généralement lié de près ou de loin à la mort (dont le rapport avec le vivant est cependant, souvent dépeint sur un ton positif et léger, dédramatisant), est parfois à tort considéré comme macabre par le grand public : il y a néanmoins des contre-exemples dans ses œuvres, tel son film Sleepy Hollow : La Légende du cavalier sans tête, adaptation macabre d'une nouvelle de Washington Irving, La Légende de Sleepy Hollow (ou La Légende du cavalier sans tête).